# Gerhard Lüdtke
Gerhard Martin August Lüdtke (* 22. Oktober 1875 in Greifenberg in Pommern; † 6. März 1944 in Berlin) war ein deutscher Philologe, Lexikograf und Verleger.

## Leben
Er wurde geboren als Sohn des pensionierten Bezirksfeldwebels des preußischen Landwehr-Bataillons-Bezirkskommandos Greifenberg Johann Ferdinand August Lüdtke, gebürtig aus Bärwalde (* 1835), und dessen seit 1874 dritten Ehefrau Ernestine Henriette, geb. Hilger (* 1832), der Tochter eines Schuhmachers. Laut dem Geburtsregister 1875 des Standesamtes Greifenberg in Pommern führte Lüdtke neben seinem Rufnamen Gerhard die weiteren Vornamen Martin und August, letzteren nach dem dritten Vornamen seines Vaters. Die zweite Ehefrau des Vaters starb bei der Geburt von Zwillingen ebenso wie ihre Babys. Wie seine Eltern gehörte Lüdtke der evangelischen Konfession an.

### Schulbildung
Ab 1891 besuchte er das Gymnasium Greifenberg in Pommern. Diese weiterführende Schule wurde in jenem Jahr aus der städtischen Verwaltung in die königlich-preußische Obhut übernommen. Am Stiftungsfest des Gymnasiums 1895 wurde Oberprimaner Lüdtke wegen seiner hervorragenden Leistungen aus einem Legat mit einer Geldprämie durch den seit 1889 dort wirkenden Gymnasialdirektor Karl Conradt (1847–1922) ausgezeichnet. Bei der feierlichen Entlassung Ostern 1896 hielt der Abiturient die Abschiedsrede zum Thema „Sokrates als Vorbild der Pflichttreue“. Die Entlassungsprüfung fand am 27. Februar 1896 statt. Als Studienfach wählte er Philologie.

### Studium und Promotion
Er studierte an den Universitäten in Greifswald, Berlin und Heidelberg.
In Berlin gehörte der Direktor des germanische Seminars Karl Weinhold (1823–1901) zu seinen Professoren und Förderern. Ihm verdankte es Lüdtke, dass er für die vorgesehene Doktorarbeit die Archive des Deutschen Wörterbuches, begründet von Jacob Grimm und Wilhelm Grimm, nutzen konnte. Für die wissenschaftliche Förderung während des Studiums bedankte er sich weiter bei dem Literaturwissenschaftler Alois Brandl (1855–1940), dem Philosophen Max Dessoir, dem Theologen bzw. Philosophen Wilhelm Dilthey (1833–1911), dem Literatur- und Kulturhistoriker Ludwig Geiger (1848–1919), dem Literaturwissenschaftler Max Herrmann (1865–1942), dem Philosophen Friedrich Paulsen (1846–1908), dem Germanisten und Historiker Max Rödiger (1850–1918), dem Literaturwissenschaftler Erich Schmidt (1853–1913), dem Professor für romanische Philologie Adolf Tobler (1835–1910).
An der Universität Greifswald hörte er Vorlesungen bei dem Anglisten Matthias Konrath (1843–1925), dem Germanisten Alexander Reifferscheid (1847–1909), dem Philosophen Wilhelm Schuppe (1836–1913) und dem Romanisten Edmund Stengel (1845–1935).
Seine Studien setzte er in Holland über zwei Jahre lang fort und verdiente seinen Lebensunterhalt als „Lehrer der deutschen Sprache an dem Institut Noorthey“ – eine fortschrittliche protestantisch-christliche Bildungseinrichtung für Jungen.
Die Promotionsschrift Geschichte des Wortes „Gothisch“ im 18. und 19 Jahrhundert vom 11. November 1902 widmete Lüdtke seinen Eltern. Für die Anregung, die wissenschaftliche Arbeit zu schreiben, bedankte Lüdtke sich bei seinem Berliner Hochschullehrer Karl Weinhold, und für erteilte Hinweise bei dem Klassischen Philologen und Oberlehrer Alfred Gäbler (* 1863).
Nach seiner Promotion war Lüdtke noch eine Zeit lang Assistent am Deutschen Wörterbuch.

### Berufliche Laufbahn
1905 trat er als 30-Jähriger, von der Sprachwissenschaft herkommend, in den Verlag Georg Reimer ein und wurde von dem seit 1897 wirkenden Verlagsinhaber Walter de Gruyter (1862–1923) gefördert. Walter de Gruyter wurde ab 1. Januar 1906 zunächst Teilhaber und seit 1907 alleiniger Eigentümer des Verlages Karl J. Trübner in Straßburg mit einer Berliner Zweigniederlassung. Er erteilte nach dem Tod von Karl Trübner († 2. Juni 1907) Mitarbeiter Gerhard Lüdtke Prokura für den nun vollständig erworbenen Trübner'schen Verlagsbuchhandel.
Die Prokurazeichnung lautete „ppa. Karl J. Trübner DG. Lüdtke“ für „Herr Dr. Lüdtke“. Ihm wurde gleichzeitig der bisherige Prokurist, Johannes Beugel, des Straßburger Verlagsbuchhandels im „Trübner-Haus“ am Münsterplatz 9 zur Seite gestellt. Verleger Walter de Gruyter bestätigte bzw. erneuerte unter dem Datum 27. Juni 1907 die rechtsgeschäftliche Vertretungsmacht für J. Beugel auf dem Geschäftsbriefbogen der „Karl J. Trübner Verlagsbuchhandlung Straßburg i. Els.“ Lüdtke wurde noch vom Gründer und ersten Inhaber der Karl J. Trübner Verlagsbuchhandlung persönlich mit dem Betrieb des Straßburger Verlagsbuchhandels vertraut gemacht. Lüdtke wohnte während der zweijährigen Einführungsphase in der Trübnerschen Verlagsbuchhandlung in der Straßburger Wimpfelingstraße, während der Verlagsbuchhändler Karl Trübner in der Schweighäuserstraße seine Hauptwohnung hatte. Gerhard Lüdtke wurde in der Folgezeit „verantwortlicher Leiter“ des Verlagshauses Trübner in Straßburg.
Lüdtke selbst bezeichnete sich als „Prokurist d. Verlages Karl J. Trübner“.
Im Ersten Weltkrieg wurde Lüdtke wie seine männlichen Mitarbeitenden zum Heeresdienst eingezogen. Jedoch konnte er gleichzeitig – neben seinem zeitweiligen Militärdienst in Kehl, gegenüber von Straßburg – den Betrieb der Verlagsbuchhandlung weiterleiten.
Ende November 1918 verließ Lüdtke seinen Arbeitsplatz im Geschäft am Münsterplatz in Straßburg im Ergebnis des Ersten Weltkrieges, noch bevor am 23. des Monats „der offizielle französische Einzug“ erfolgte.
Am 1. Juli 1921 nahm der Deutsche Kunstverlag in Berlin seine Geschäftstätigkeit auf. Lüdtke wurde zusammen mit dem Kunsthistoriker Burkhard Meier (1885–1946), einem Schwiegersohn Walter de Gruyters, gleichberechtigter Geschäftsführer und für die kaufmännische Leitung verantwortlich, 1931 schied er aus dieser Rolle aus, blieb aber bis November 1939 Aufsichtsratsmitglied.
Als leitender Mitarbeiter des Verlages Walter de Gruyter & Co. korrespondierte Lüdtke mit Autoren. Beispielsweise schrieb er am 1. Mai 1925 einen Brief an Franz Dornseiff (1888–1960) und bat ihn um ein Gespräch zu dessen Plan, ein Synonymen-Wörterbuch zu verfassen und zu veröffentlichen.
Er korrespondierte weiterhin mit Autoren des ehemaligen Straßburger Trübner-Verlages, der ab 1919 in der Firma Vereinigung Wissenschaftlicher Verleger Walter de Gruyter & Co. in Berlin fortgeführt wurde. So hatte der Herausgeber des Indogermanischen Jahrbuches Wilhelm Streitberg (1864–1925) zu Händen von Lüdtke am 6. Juli 1918 an die Verlagsbuchhandlung Karl J. Trübner in Straßburg einen Brief im Namen des engeren Vorstands der Indogermanischen Gesellschaft aus München geschrieben. Am 4. März 1923 bedankte sich Streitberg bei Lüdtke wegen dessen Tätigkeit für die Gesellschaft.
Der Bibliothekar an der Deutschen Bücherei in Leipzig Hans Praesent (1888–1946) und Autor, mit dem Lüdtke seit Anfang der 1920er Jahre näher bekannt war, schätzte an dem Verleger dessen Verhandlungsgeschick.
In akademischen Fachkreisen wie auch im Verlagsbuchhandel wurde er gleichermaßen wegen seiner reichen Kenntnisse geschätzt. Überdies galt er als energische und klar sowie gerecht denkende Persönlichkeit.

### Hobbys
Lüdtke hatte bereits in seiner Schulzeit Vorliebe für geschichtliche Themen gezeigt. Zu Weihnachten 1895 wurde er vom Greifenberger Gymnasium mit einem Volksbuch des Historikers Theodor Lindner (1843–1919), Der Krieg gegen Frankreich und die Einigung Deutschlands, bedacht.
Auf Grund sein Interesses an den „Geisteswissenschaften“ – vor allem an der Orientalistik – war er in der Deutschen Morgenländischen Gesellschaft (DMG) Mitglied seit Anfang 1921 und arbeitete durch Akklamation Gewählter im Vorstand als Geschäftsführer mit. Geworben für den Eintritt in die DGM hatten ihn vor allem die Berliner Mitglieder Carl Heinrich Becker und Heinrich Lüders.
Vorsitzender der DGM war zu jener Zeit der Politiker Friedrich Rosen. Beisitzer im Vorstand waren die Professoren Karl Brockelmann, August Fischer und Lucian Scherman. Stellvertreter Lüdtkes war der Orientalist Paul Kahle (1875–1964). Mit Unterstützung des Schatzmeisters, eines Geschäftsführers bzw. Mitinhabers des Lexikonverlages F. A. Brockhaus, darunter Fritz Brockhaus, aus Leipzig, hatte Lüdtke die „Gesellschaft erfolgreich durch alle finanziellen Schwierigkeiten hindurchgeführt.“
Auf Antrag von Lüdtke wurde am 4. Oktober 1922 beschlossen, die Bände der Zeitschrift der Deutschen Morgenländischen Gesellschaft ab dem 76. Band mit „Neue Folge, Band 1“ zu bezeichnen.
Im Jahre 1922 wurde er Mitglied des Börsenvereins Deutscher Buchhändler und 1924 des Verlegervereins.
Ab 1927 war Lüdtke nur noch als 2. (stellvertretender) Geschäftsführer tätig. Der bisherige Stellvertreter, Paul Kahle, übernahm das Amt als 1. Geschäftsführer von Lüdtke wegen dessen hauptberuflicher Überbelastung im Verlag. Verdienste erwarb er sich weiter beim Erhalt bzw. Ausbau des Bücherbestandes in der DGM-Bibliothek in Halle (Saale) durch einen Vertrag mit dem Preußischen Staat.
Er hielt Vorträge auf Veranstaltungen des Berliner Bibliophilen Abends und gehörte als Bücherfreund auch der Gesellschaft der Bibliophilen an.
Zu seinen Freizeitbeschäftigungen gehörten Spaziergänge im Berliner Grunewald. Im Urlaub hielt er sich sowohl am Grunewaldsee als auch Wannsee auf, die er „genau so schön wie den Genfer See“ empfand.

## Verwandtschaft und Mitarbeitende (Auswahl)
Lüdtke hatte einen jüngeren Bruder, Oscar August Theodor, der 1877 in Greifenberg in Pommern geboren wurde. Die gemeinsame Mutter wohnte um 1912 in Straßburg ebenso wie Lüdtke, der im dortigen Hauptsitz des Verlages Karl J. Trübner Prokurist war.
In Straßburg wurde Lüdtkes jüngster Sohn, Gerhard Wolfgang Lüdtke, später Autor von zwei Reisebeschreibungen, am 12. März 1917 geboren. Anfang 1944 ging es Lüdtke gesundheitlich „gar nicht gut“. Der Tod seines Jüngsten „auf einem italienischen Schlachtfeld“ am 8. Januar desselben Jahres hatte den Vater tief getroffen, zumal er seine Hoffnung auf diesen Sohn bzw. auf dessen künftige Mitarbeit im Verlag Walter de Gruyter & Co. gesetzt hatte. Bereits im Ersten Weltkrieg hatte er den Tod seines Schwagers zu beklagen, den Leutnant d. R. Ernst Emil Offer, einen Bruder seiner Ehefrau, Anna Lüdtke, geborene Offer.
Der ältere Sohn, Claus Heinrich Lüdtke (* 1911), ebenfalls in Straßburg geboren, von Beruf Kaufmann, wohnte um 1940 bei seinem Vater in Berlin. Wenn sein jüngerer Bruder auf Heimaturlaub nach Berlin kam, konnten alle Anwesenden „am wohlgedeckten Tisch zu Hause“ die Erzählungen des Soldaten mit Spannung verfolgen.
Zur Mitarbeiterschaft gehörte weiter „Fräulein Gertraut Lüdtke“, die gelegentlich an redaktionellen Arbeiten des Literatur-Kalenders beteiligt war. Bei ihr bedankte sich der Herausgeber Lüdtke im Vorwort zur Ausgabe 1932 ebenso wie bei dem anderen Mitarbeitenden des Verlages de Gruytner Friedrich Richter. von Kürschners Deutscher Literatur-Kalender Erna Heering.
Die Verlagsmitarbeiterin Kailuweit half Lüdtke bei seiner redaktionellen Arbeit am 25-jährigen Jubiläumsband von Minerva. Jahrbuch der gelehrten Welt.
Zusammen mit Margarete Kailuweit verfasste Lüdtke das Vorwort zum Register-Band des Reallexikons der Vorgeschichte am 21. Januar 1932 mit dem Hinweis, dass „am Schlusse des Bandes ein Verzeichnis der Mitarbeiter und der von ihnen bearbeiteten Artikel gegeben wird.“
Kailuweit leistete die Hauptarbeit bei der Erstellung des von Lüdtke redaktionell verantworteten Registers für das Handwörterbuch des Deutschen Aberglaubens.
Sie lebte in den 1980er Jahren in Berlin-Schmargendorf in der Friedrichsruher Straße und wurde im Verzeichnis swe Deutschen Morgenländischen Gesellschaft als Mitglied aufgeführt.

## Gedenken
In der Deutsche Allgemeine Zeitung wurde er als Herausgeber anlässlich seines 50. Geburtstages 1925 gewürdigt.
Zum 25-jährigen Verlegerjubiläum, am 3. Januar 1930, wurde ihm eine kleine Festschrift von Freunden und Mitarbeitenden gewidmet. Auch der Deutsche Kunstverlag würdigte den Jubilar mit einer Festschrift.
Anlässlich seines 65. Geburtstages im Jahre 1940 wurde dem Verlagsdirektor im Verlag Walter de Gruyter vom Börsenblatt unter der Rubrik „Personalnachrichten“ gedacht. Lüdtke wurde bescheinigt, dass er durch seine Leistungen als Herausgeber „der deutschen Publizistik in der ganzen Welt einen hochgeachteten Namen“ verschafft habe.
Im Nachruf des Börsenblatts im März 1944 wurde Lüdtke als Verlagsdirektor, insbesondere als Leiter der Verlagsabteilung „Trübner“ von Walter de Gruytner & Co. und als Herausgeber von Nachschlagewerken, gewürdigt.
Der Orientalist August Fischer würdigte seinen verstorbenen Vorstandskollegen aus der Deutschen Morgenländischen Gesellschaft als „Sprachwissenschaftler“. Er betonte, dass der junge Lüdtke von Walter de Gruyter gefördert wurde. So wurde Lüdtke als Verleger selbst „weitblickend, ideenreich … und zum Anreger und Förderer hervorragender geisteswissenschaftlicher Werke der deutschen Wissenschaft.“ Dem Nachruf wurde ein Porträt des Verstorbenen mit seiner Unterschrift in Faksimile vorangestellt.
Auch die Jahresversammlung der Deutschen Morgenländischen Gesellschaft  gedachte am 23. September 1944 in Berlin unter dem Ersten Vorsitzenden, Martin Schede, ihrem verstorbenen Mitglied und langjährigen zweiten Geschäftsführer Gerhard Lüdtke.

## Veröffentlichungen (Auswahl)
- Geschichte des Wortes 'Gothisch' im 18. und 19. Jahrhundert. In: Zeitschrift für deutsche Wortforschung Bd. 4, 1903, S. 133–152 (Digitalisat, auch separat als Dissertation Heidelberg 1902, mit Lebenslauf).[65]
- Frankreichs Propaganda in Elsass-Lothringen. Ferdinand Wyss Verlag, Bern 1918 (Digitalisat)[66]
- Der Verlag Walter de Gruyter & Co. Skizzen aus der Geschichte des seinen Aufbau bildenden ehemaligen Firmen, nebst einem Lebensabriß Dr. Walter de Gruyter's. De Gruyter, Berlin 1924[67]
- Elsaß-Lothringen im französischen Tendenzroman. De Gruyter, Berlin 1924[68]
- Walter de Gruyter. Ein Lebensbild. De Gruyter, Berlin 1929[69]
- Verleger. Skizzen [Dem Berliner Bibliophilen-Abend zur Feier des 25jährigen Bestehens gewidmet]. Berlin 1930[70]

Artikel
Jubiläen veranlassten ihn, Aufsätze über bestimmte Jahrestage zu verfassen. Beispielsweise griff er zurück auf den 25. Jahrestag des Eigentumswechsels der Manessischen Liederhandschrift von Frankreich nach Deutschland unter Mitwirkung Lüdtkes Strassburger Vorgesetzten, des Buchhändlers Karl Trübner (1846–1907), um darüber einen würdigenden Artikel zu verfassen. Er bezog sich dabei auf einen veröffentlichten Bericht Trübners aus dem Jahre 1888 über die Übergabe bzw. Übernahme der „Manessischen Liederhandschrift bei der deutschen Botschaft in Paris“ am 23. Februar desselben Jahres sowie mündliche Äußerungen des beteiligten Inhabers der Verlagsbuchhandlung in Strassburg „aus persönlicher Erinnerung“ über das Ergebnis des „glücklichen Handels“.
Nach dem Verlassen von Straßburg auf Grund des Waffenstillstandes bzw. Friedensvertrages wurde Lüdtke von der Redaktion der Fachzeitschrift Deutsche Verlegerzeitung gebeten, eine Erinnerung an den Abschied des Verlages Karl J. Trübner für seine „Berufsgenossen“ zu schreiben.
Für die Verlegerzeitung verfasste er in der Folgezeit weitere Beiträge. Unter dem Autorennamen „Dr. M. G. Lüdtke“ verfasste er beispielsweise den Artikel Das deutsche wissenschaftliche Buch.
Im Jahrbuch „Ernte“ der Halbmonatsschrift "Das literarische Echo", herausgegeben von Ernst Heilborn, veröffentlichte er eine Reportage über das Reimersche Verlagsarchiv. Anlass dafür waren der 25. Jahrestag der Übergabe des Verlages Georg Reim 1896 an Walter de Gruyter und die im Jahre 1921 zwei Jahre zurückliegende Entscheidung, den Verlag „Vereinigung wissenschaftlicher Verleger Walter de Gruytner & Co., vormals G. J. Göschensche Verlagshandlung, J. Guttentag, Georg Reimer, Karl J. Trübner, Veit & Comp.“ angesichts des herrschenden Konkurrenzkampfes im Verlagsbuchhandel nach dem Ersten Weltkrieg zu bilden. Eine ganzseitige Anzeige mit dem Signet „VWV“ (Vereinigung wissenschaftlicher Verleger) warb für aktuelle Verlagsprodukte.
Zudem beschrieb er den zahlreichen Buchbestand in den Regalen des holzgetäfelten Archivraumes sowie die lebensgroße, von Christian Daniel Rauch modellierte Büste des Verlagsgründers und erwähnte auch das Ölgemälde Reimers. Zugleich ging Lüdtke auf den Lebenslauf des Verlegers Georg Andreas Reimer und dessen Nachkommen ein sowie namhafte Verlagsautoren und deren Werke ein.
Herausgeber von Publikationen (Auswahl)
- Er war Herausgeber der Reihe Minerva. Handbuch der gelehrten Welt.[78] Beispielsweise gab er zusammen mit dem Historiker Willy Hoppe (1984–1960) und unter besonderer Mitarbeit von Rudolf Kötzschke (1967–1949) im Rahmen der Minerva-Handbücher den Titel Die deutschen Kommissionen und Vereine für Geschichte und Altertumskunde im Jahre 1940 heraus.[79]
- Weiter zeichnete Lüdtke für die Minerva-Zeitschrift, erschienen in neun Bänden von 1924/25 bis 1933 verantwortlich.[80]
- Von 1934 bis zur Einstellung 1944 war Lüdtke Herausgeber der Zeitschrift Geistige Welt mit dem Untertitel Zeitung aus der wissenschaftlichen Welt – eine Fortsetzung der Minerva-Zeitschrift.[81][82] Unter der Rubrik „Erlebnisse mit Büchern“ verfasste er in der Geistigen Welt Buchbesprechungen.
- Die Nachschlagewerke Kürschners Literatur-Kalender und Kürschners Gelehrten-Kalender wurden langjährig von Lüdtke herausgegeben. Im Jahre 1922 legte der Sprach- und Literaturforscher sowie Schriftsteller Heinrich Klenz die Herausgabe von Kürschners Deutscher Literatur-Kalender nieder. Lüdtke wurde dessen Nachfolger bis 1943.[83]
- Er gab zusammen mit Lutz Mackensen den Deutschen Kulturatlas[84] heraus: „Vorzeit und Frühzeit bis zum Jahre 1000 n. Chr. (1931, Bd. 1)“, „Vom Ritter zum Patrizier (1936, Bd. 2)“, „Vom Humanismus zum Rokoko (1937, Bd. 3)“, „Neueste Zeit. – 1. Von Goethe bis Bismarck (1938, Bd. 4)“, „Neueste Zeit. – 2. Kaiserreich und Weltkrieg (1938, Bd. 5)“.
- Er hat Trübners Deutsches Wörterbuch ins Leben gerufen.[60]
- Er schrieb das Geleitwort zu Die sieben Redepaare in den Septem des Aischylos von seinem früheren Gymnasialdirektor Karl Conradt.[85]
- Unter Lüdtkes Ägide entstand u. a. das zehnbändige Handwörterbuch des deutschen Aberglaubens, das von 1927 bis 1942 erschien.[86]

Im Mai 1930 unternahm Lüdtke eine Dienstreise nach Basel und besprach mit dem Schweizer Historiker Hanns Bächtold-Stäubli den Fortgang des mit ihm 1908 bereits in Straßburg gemeinsam geplanten Handwörterbuchs des deutschen Aberglaubens.
- Er war Mitherausgeber von Stoff- und Motivgeschichte der deutschen Literatur zusammen mit dem Literaturhistoriker Paul Merker[87]

## Wirkungsorte (Auswahl)
Als Studierender der Germanistik in Berlin hatte er in der Scharnhorststraße 3 eine Wohnung.
Seine Tätigkeit im Verlagswesen begann er in Berlin und setzte sie am 3. Januar 1905 in Straßburg im Sortimentsbuchhandel, Antiquariat, Verlag von Karl J. Trübner als Prokurist fort. Die institutionellen Zugehörigkeit (Affiliation) seiner Arbeitsstellen zum von Walter de Gruyter aufgebauten bzw. weiterentwickelten Verlage blieb in seinem ganzen Berufsleben erhalten.
Er wurde 1926 als Verlagsdirektor und der Anmerkung „Bibliophile“ in das Handbuch des Kunstmarktes unter Groß-Berlin mit seiner damaligen Wohnanschrift Lüdtke, Gerhard, Dr. phil., Berlin-Schmargendorf, Friedrichshaller Str. 17 aufgenommen.
Als Geschäftsführer wirkte Lüdtke im – durch Affiliation verbundenen – Verlag Kurt Saucke & Co. seit 1928 neben seiner Tätigkeit beim Verlag De Gruytner.
Er übernahm gleichzeitig eine weitere Leitungstätigkeit und zwar im Buchverlag „Friederichsen, de Gruytner & Co. mit beschränkte Haftung. Sitz: Hamburg.“ Dort wurde er auf der Grundlage eines Gesellschaftsvertrages vom 19. April 1928 mit seinem vollen Namen und Wohnort „Dr. Martin August Gerhard Lüdtke, zu Berlin“ in das Handelsregister als einer von zwei weiteren Geschäftsführern eingetragen: Richard Ludwig Friederichsen (1879–1956) aus Hamburg und Herbert Cram (1890–1967) aus Berlin.
Im Jahr seines Ablebens wohnte Lüdtke in der Cunostraße 50 in Berlin-Schmargendorf.